# Zelotes alpujarraensis
Zelotes alpujarraensis es una especie de arañas araneomorfas de la familia Gnaphosidae.

## Distribución geográfica
Es endémica de montanos del sur de la península ibérica (España).